# Калле-є Нагр-Міян
Калле-є Нагр-Міян (перс. كله نهرميان) — село в Ірані, у дегестані Нагр-е Міян, у бахші Заліян, шагрестані Шазанд остану Марказі. За даними перепису 2006 року, його населення становило 225 осіб, що проживали у складі 54 сімей.

## Клімат
Середня річна температура становить 10,65 °C, середня максимальна – 29,65 °C, а середня мінімальна – -11,18 °C. Середня річна кількість опадів – 293 мм.
| Клімат поселення                              | Клімат поселення | Клімат поселення | Клімат поселення | Клімат поселення | Клімат поселення | Клімат поселення | Клімат поселення | Клімат поселення | Клімат поселення | Клімат поселення | Клімат поселення | Клімат поселення | Клімат поселення |
| Показник                                      | Січ.             | Лют.             | Бер.             | Квіт.            | Трав.            | Черв.            | Лип.             | Серп.            | Вер.             | Жовт.            | Лист.            | Груд.            |                  |
| Середній максимум, °C                         | 5,14             | 6,79             | 10,98            | 17,51            | 22,73            | 27,74            | 29,56            | 29,65            | 24,64            | 18,40            | 11,66            | 6,23             |                  |
| Середня температура, °C                       | −3,03            | −1,38            | 2,80             | 9,35             | 14,57            | 19,58            | 23,85            | 23,94            | 18,92            | 12,70            | 5,96             | 0,51             |                  |
| Середній мінімум, °C                          | −11,18           | −9,54            | −5,36            | 1,18             | 6,40             | 11,42            | 18,14            | 18,22            | 13,20            | 6,98             | 0,24             | −5,19            |                  |
| Норма опадів, мм                              | 44               | 39               | 53               | 40               | 35               | 7                | 1                | 1                | 0                | 7                | 27               | 39               |                  |
| Середньомісячна швидкість вітру, м/с          | 1.88             | 2.43             | 2.71             | 2.94             | 2.71             | 2.33             | 2.30             | 2.24             | 2.19             | 2.04             | 1.68             | 1.79             |                  |
| Середньомісячна сонячна радіація, кДж/м²·день | 9099             | 12244            | 14837            | 18190            | 22166            | 27002            | 25900            | 24176            | 21275            | 15717            | 10912            | 8860             |                  |
| --------------------------------------------- | ---------------- | ---------------- | ---------------- | ---------------- | ---------------- | ---------------- | ---------------- | ---------------- | ---------------- | ---------------- | ---------------- | ---------------- | ---------------- |
| Джерело:                                      |                  |                  |                  |                  |                  |                  |                  |                  |                  |                  |                  |                  |                  |